# حركة الحكم الداخلي الأيرلندية

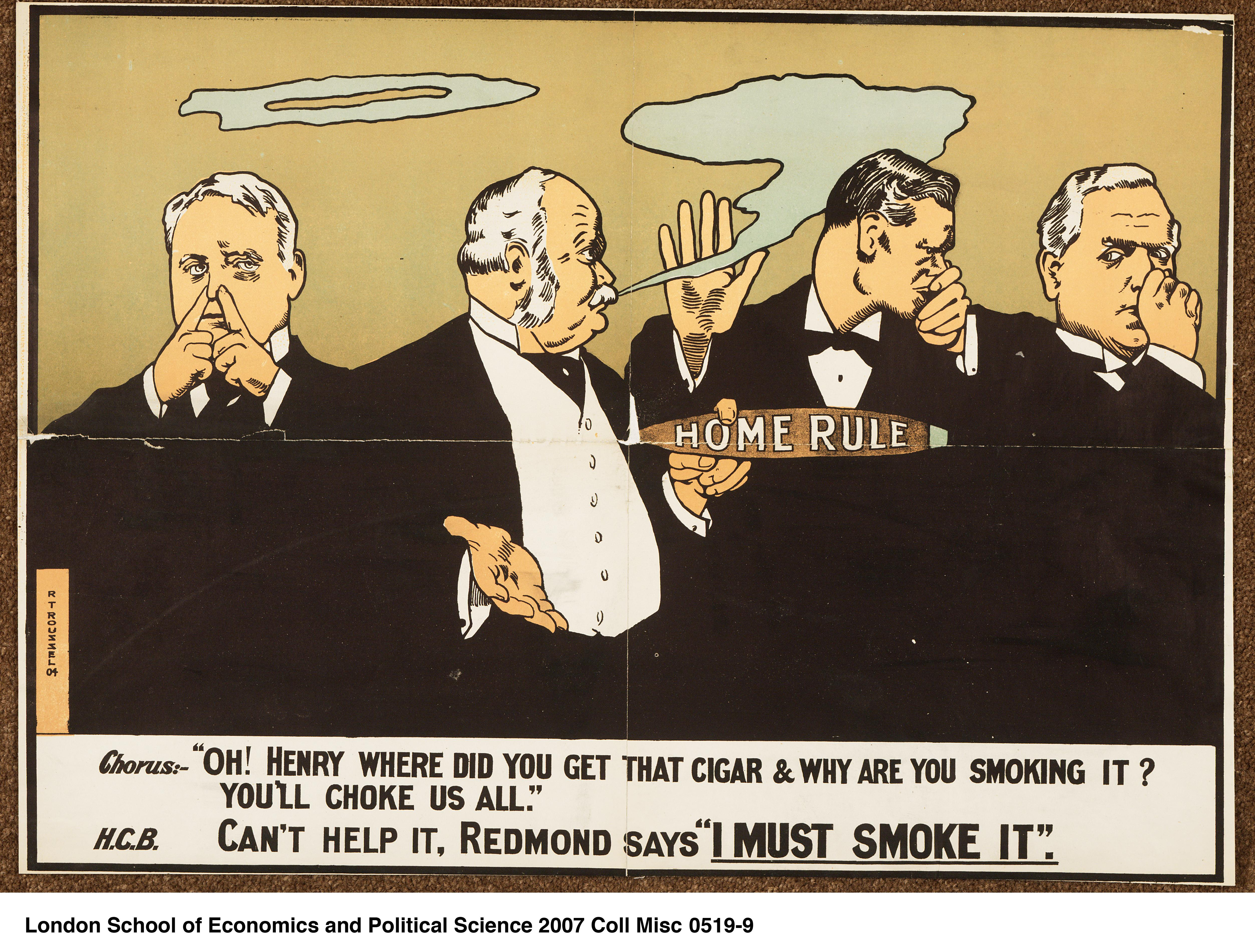
كاريكاتير يعبر عن إحدى سلبيات حركة الحكم الداخلي الأيرلندية

تُعتبر حركة الحكم الداخلي الأيرلندية (بالإنجليزية: Irish Home Rule movement)‏ بمثابة حركة قامت من خلال تنظيم حملة من أجل وضع الحكم الذاتي (أو «الحكم الداخلي») لصالح أيرلندا داخل المملكة المتحدة لبريطانيا العظمى وأيرلندا. كانت الحركة السياسية المهيمنة للقومية الأيرلندية منذ عام 1870 حتى نهاية الحرب العالمية الأولى.
أسس إسحاق بوت جمعية الحكم الداخلي عام 1870. وقد نجح ذلك عام 1873 على يد رابطة الحكم الداخلي، ومن ثم في عام 1882 على يد الحزب البرلماني الأيرلندي. قامت هذه المنظمات بحملة من أجل الحكم الداخلي في مجلس عموم المملكة المتحدة. تحت قيادة تشارلز ستيوارت بارنيل، اقتربت الحركة من النجاح عندما قدمت حكومة وليم غلادستون الليبرالية مشروع قانون الحكم الداخلي الأول عام 1886، لكن سرعان ما هُزم مشروع القانون في مجلس العموم بعد احدوث نشقاق بين أعضاء الحزب الليبرالي. بعد وفاة بارنيل، قدّم غلادستون مشروع قانون الحكم الداخلي الثاني عام 1893؛ وقد اجتاز مجلس العموم لكنه هُزم في مجلس اللوردات. بعد إلغاء حق النقض في مجلس اللوردات عام 1911، قُدّم مشروع قانون الحكم الداخلي الثالث عام 1912، ما أدى إلى نشوء ما يُعرف باسم أزمة الحكم الداخلي. بعد وقت قصير من اندلاع الحرب العالمية الأولى، سُنّ هذا القانون، لكن عُلّق تنفيذه حتى ما بعد نهاية الحرب.
بعد ثورة عيد الفصح عام 1916، وما تبعها من اعتقالات وجرائم إعدام، تحوّل الدعم العام من حركة الحكم الداخلي إلى حزب شين فين السياسي الأكثر تطرفًا. في الانتخابات العامة لعام 1918، عانى حزب البرلمان الأيرلندي من هزيمة ساحقة إذ لم يبق سوى حفنة من أعضاء البرلمان على قيد الحياة، ما وجَّه ضربة قاتلة لحركة الحكم الداخلي. لكن لم يكتف أعضاء البرلمان المنتخبين بالحكم الداخلي في إطار المملكة المتحدة؛ بل بدلًا من ذلك، أقاموا هيئة تشريعية ثورية، باسم دويل أيرن، وأعلنوا أيرلندا جمهورية مستقلة. أقرّت بريطانيا مشروع قانون رابع لحركة الحكم الداخلي، وهو قانون حكومة أيرلندا لعام 1920، الذي يهدف إلى إنشاء برلمانات منفصلة لكل من أيرلندا الشمالية والجنوبية على حد سواء. أُنشات البرلمانات الأولى عام 1921، واستمرت المنطقة حتى يومنا هذا كجزء من المملكة المتحدة، على عكس المنطقة الثانية تمامًا. في أعقاب المعاهدة الأنجليزية الأيرلندية التي أنهت حرب الاستقلال الأيرلندية، في ديسمبر من عام 1922، أصبحت ستة وعشرون من أصل اثنين وثلاثين من مقاطعات أيرلندا، في ديسمبر 1922، تحت اسم الدولة الأيرلندية الحرة، والتي تُعتبر دومينيون داخل الإمبراطورية البريطانية التي تطورت في وقت لاحق إلى جمهورية أيرلندا الحالية.

## خلفية تاريخية
بموجب قوانين الاتحاد لعام 1800، تم دمج مملكتي أيرلندا وبريطانيا العظمى المنفصلتين في 1 يناير من عام 1801 لتشكيل المملكة المتحدة لبريطانيا العظمى وأيرلندا. خلال القرن التاسع عشر، تميزت المعارضة الأيرلندية بقوة فائقة حتى أنه اندلعت عدة حركات تمرد عنيفة في بعض الأحيان. في الفترة ما بين 1830 و 1840، كانت هناك محاولات تحت قيادة دانيال أوكونل وجمعية الإلغاء الخاصة به ضد قانون الاتحاد ولإعادة مملكة أيرلندا، من دون كسر الصلة الملكية مع بريطانيا العظمى (أي الاتحاد الشخصي). انهارت الحركة عندما ألغى أوكونل اجتماعًا في كلونتارف، دبلن، ما أدّى إلى حظره على يد السلطات.
حتى عقد 1870، انتخب أغلب الناخبين الأيرلنديين أعضاء في الأحزاب السياسية البريطانية الرئيسية، الحزب الليبرالي وحزب المحافظين، على اعتبارهم أعضاء في البرلمان. على سبيل المثال، فاز المحافظون بالأغلبية في الانتخابات العامة لعام 1859 في أيرلندا. وقد قاوم المحافظون (بعد عام 1886) إلى جانب الوحدويون الليبراليون بشدة أي تخفيف لقانون الاتحاد، وشكلوا في عام 1891 التحالف الوحدوي الأيرلندي لمعارضة حركة الحكم الداخلي.

## وجهات نظر مختلفة
استُخدم مصطلح «الحكم الداخلي» (بالأيرلندية: Rialtas Dúchais) لأول مرة في ستينيات القرن التاسع عشر، وهو يعني هيئة تشريعية أيرلندية مسؤولة عن الشؤون الداخلية للحكم. لكن تم تفسيره ضمن سياقات مختلفة، فمن ثمانينيات القرن العشرين كان ينظر إليه على أنه جزء من نظام فيدرالي للمملكة المتحدة: برلمان محلي لأيرلندا في حين يستمر البرلمان الإمبراطوري في قصر وستمنستر في تحمل المسؤولية عن شؤون الإمبراطورية بالكامل. سعى المفهوم الجمهوري، الذي يمثله أعضاء حركة فينيان الثورية إلى جانب جماعة الإخوان الجمهوريين الأيرلنديين، إلى تحقيق الانفصال التام عن بريطانيا العظمى، إذا لزم الأمر بالقوة الفعلية، وتحقيق الاستقلال الذاتي الكامل لأيرلندا. ولفترة وجيزة من الوقت، كانوا مستعدين للتعاون مع حكام رابطة الحكم الداخلي في إطار «المغادرة الجديدة». في عام 1875، قال جون أوكونور باور لجمهور في نيويورك أن «أيرلندا قد انتخبت هيئة من الممثلين مهمتهم ببساطة - على ما أكاد أقول فقط - ومن المؤكد أن مهمتهم تتمثل في تقديم عداء لا هوادة فيه لكل وزارة بريطانية بينما تُبقي إحدى حلقات السلسلة الإمبراطورية تقييدها على الحرية الدستورية للأمة الأيرلندية». سعى تشارلز ستيوارت بارنل من خلال «الحركة الدستورية»، باعتبارها تدبيرًا مؤقتًا للبرلمان في دبلن والذي يتمتع بسلطات تشريعية محدودة. أما بالنسبة للاتحادية، فإن الحكم الداخلي يعني هيمنة الكنيسة الكاثوليكية على برلمان دبلن على حساب التقدم الاقتصادي في أيرلندا، وهو ما يُعتبر تهديدًا واضحًا لهويتهم الثقافية كبريطانيين وأيرلنديين إلى جانب كونه تمييزًا محتملًا ضدهم كأقلية دينية. في إنجلترا، كان الحزب الليبرالي تحت قيادة وليم إيوارت غلادستون ملتزمًا تمامًا بإدخال نظام الحكم الذاتي في حين حاول المحافظون التخفيف من أي حاجة لمثل ذلك النظام من خلال «الاتحادية البناءة» وتمرير العديد من أعمال البرلمان المفيدة إلى أيرلندا.